# هازال آدیامان
هازال آدیامان (انگلیسی: Hazal Adıyaman؛ زادهٔ ۶ اوت ۱۹۸۹) بازیگر اهل ترکیه است. وی از سال ۲۰۱۳ میلادی تاکنون مشغول فعالیت بوده‌است.